# Pitkäkallio
Pitkäkallio este o arie protejată (arie specială de conservare — SAC, sit de importanță comunitară — SCI) din Finlanda întinsă pe o suprafață de 38 ha, integral pe uscat.

## Localizare
Centrul sitului Pitkäkallio este situat la coordonatele 60°54′22″N 22°17′50″E / 60.9061°N 22.2972°E.

## Înființare
Situl Pitkäkallio a fost declarat sit de importanță comunitară în mai 2002 pentru a proteja 1 specie de animale. Situl a fost protejat și ca arie specială de conservare în aprilie 2015.

## Biodiversitate
Situată în ecoregiunea boreală, aria protejată conține 3 habitate naturale: Pante stâncoase silicioase cu vegetație casmofită, Taiga vestică, Mlaștini împădurite.
La baza desemnării sitului se află o specie protejată de  mamifere: veveriță zburătoare siberiană (Pteromys volans).